# Sultanato di Madurai
Il Sultanato di Madurai (o Sultanato di Ma'bar) fu un breve regno con sede nella città di Madurai nell'odierno stato indiano del Tamil Nadu, sviluppatosi nel XIV secolo, dal 1333 al 1378. 
Il sultanato di Madurai venne istituito in seguito alle invasioni degli eserciti del Sultanato di Delhi. Malik Kafur guidò l'esercito contro il regno Pandya nel 1311 e saccheggiò la città di Madurai. In seguito vi furono altre due spedizioni partite dal Sultanato di Delhi: nel 1314 guidata dal Khusrav Khan e nel 1323 da Ulugh Khan. Gli eserciti stazionarono a Madurai, e quanto la città che il territorio circostante venne controllato dal nascente Sultanato di Madurai in nome di Ulugh Khan, che si era auto-incoronato sultano di Delhi con il nome di Muhammad bin Tughluq. Il fondatore del sultanato, Sayyid Jalal-ud-Din Ahsan venne nominato governatore della nuova provincia di Ma'bar dallo stesso sultano Muhammad bin Tughluq. Nel 1333 dichiarò la sua indipendenza. Ibn Battuta sposò una delle sue figlie. 
Jalal-ud-Din Ahsan Shah venne ucciso da uno dei suoi ufficiali nel 1339. Ala-ud-Din Udauji Shah prese il potere nel 1339, ma andò incontro ad una sorte simile. Qutb-ud-Din Firuz Shah, genero di Udauji Shah prese il controllo nel 1340 ma venne ucciso circa quaranta giorni dopo. Ghiyas-ud-Din Muhammad Damghan Shah salì al trono nel 1340 e sposò una figlia di Ahsan Shah. Inizialmente venne sconfitto dal re Hoysala Veera Ballala III, ma in seguito riuscì a catturarlo e a ucciderlo nel 1343. Damghan Shah morì nel 1344 e gli succedette il nipote Nasir-ud-Din Damghan Mahmud Shah. Eliminò tutti i funzionari in grado di insidiare il suo trono. Shams-ud-Din Adil Shah, Fakhr-ud-Din Mubarak Shah e Ala-ud-Din Shah Sikandar furono i sultani che lo seguirono. 
Sikandar Shah venne sconfitto dall'esercito di Vijayanagara (sotto l'imperatore Bukka Raya I) guidato dal generale Kumara Kampana Udaiyar. Il sultanato venne annesso dall'Impero Vijayanagara nel 1378 e Madurai passò sotto il dominio dei Nayak (vassalli).

## I sovrani
1. Jalal-ud-Din Ahsan Shah 1333-1339
2. Ala-ud-Din Udauji Shah 1339
3. Qutb-ud-Din Firuz Shah 1339-1340
4. Ghiyas-ud-Din Muhammad Damghan Shah 1340-1344
5. Nasir-ud-Din Mahmud Damghan Shah 1344-1356
6. Shams-ud-Din Adil Shah 1356-1358
7. Fakhr-ud-Din Mubarak Shah 1358-1368
8. Ala-ud-Din Sikandar Shah 1368-1378